# 巴拉顿拜雷尼
巴拉顿拜雷尼（匈牙利語：Balatonberény）是匈牙利绍莫吉州所辖的一个村。总面积26.09平方公里，总人口1171，人口密度44.9人/平方公里（2011年1月1日）。